# インフォコム (アメリカ合衆国の企業)
インフォコム（Infocom）は、マサチューセッツ州ケンブリッジにあったソフトウェア企業で、特にテキストアドベンチャーの開発で知られている。また、関係データベース Cornerstone も開発した。
1979年6月22日、デイヴ・レブリング、マーク・ブランク、アルバート・ヴェッツァ、ジョエル・ベレズといったMITの職員や学生が創業。1986年、アクティビジョンに買収され、1989年にはインフォコム部門が廃止された。しかしアクティビジョンは、1990年代にもインフォコムの看板タイトルである「ゾーク」のブランド名でゲームをいくつかリリースしていた。2002年にはインフォコムの商標を完全に廃止した。

## 概要
インフォコムの得意とするゲームはインタラクティブフィクション(テキストアドベンチャー)と呼ばれるもので、ユーザーが短い文を入力することで主人公の行動を決定する。

ユーザーが選択した行動に対してプログラムが結果を文章で説明する。ユーザーはその文章を読み、次に何をするかを決定し、例えば "go west" や "take flashlight" といった指示をする文を入力する。
インフォコムのゲームは ZIL（Zork Implementation Language または Zork Interactive Language）と呼ばれるLISP風言語で書かれており、コンパイルによって一種のバイトコードに変換し、Z-machine という仮想機械で実行する。テキストベースのゲームはどれも Z-machine インタプリタを使っており、各アーキテクチャ向けにこのインタプリタを移植すれば、どのゲームもそのアーキテクチャ上で動作可能となる。洗練された構文解析器を備えており、ユーザーが入力する複雑な命令を解釈する。それまでのアドベンチャーゲームは「動詞 + 名詞」の形式しか認識できなかったが、インフォコムの構文解析器はそれ以外の様々な文型を理解できた。例えば、"go west" だけでなく "go to festeron" という命令でも認識される。
Z-machine を採用したことでインフォコムは、Apple II、Atari 800、PC/AT互換機、Amstrad CPC、コモドール64、コモドール128、ケイプロ (CP/M)、TI-99/4A、Macintosh、Atari ST、Amiga、TRS-80 といった当時の多くのホームコンピュータ向けに同時にゲームをリリースすることができた。インフォコムの製品にはゲームの世界観に沿ったおまけが付属しており、"feelies" または "smellies" と呼ばれていた。

## 歴史

### 原点
MITコンピュータ科学研究所のマーク・ブランクとデイヴ・レブリングは1977年、「コロッサル・ケーブ・アドベンチャー」に触発されて「ゾーク」を開発し、それがインフォコムの最初の製品となった。当時のパーソナルコンピュータの平均的なメモリ容量より大きなゲームを実行可能にする革新的な仮想記憶システムを開発したが、大型メインフレームで開発されたゲームは3部作に分割する必要があった。「ゾーク I」は当初1980年にTRS-80向けにリリースされたが、最終的には複数のプラットフォームで総計百万本以上を売り上げることになった。マイクロソフトは「アドベンチャー」を MS-DOS 1.0 向けに安価にリリースしたが、「ゾーク I」の方が IBM PC でも人気となった。
レブリングとブランクはさらにいくつかゲームを作り、スティーブ・メレツキーらをゲームライターとして雇い入れた。「ゾーク」シリーズ以外に、ダグラス・アダムズ原作の『銀河ヒッチハイク・ガイド』のゲーム版や A Mind Forever Voyaging などが有名である。
創業当初の数年間、テキストアドベンチャーはインフォコムに莫大な収入をもたらした。当時のコンピュータゲームは発売直後には売れるが間もなく売り上げが急降下するのが普通だった。しかし、インフォコムのタイトルは何年間も販売されていた。当時の従業員ティム・アンダーソンは「それは驚異的だった。地下で紙幣を印刷していたような勢いだった」と述べている。

### 受容
インフォコムの成功の鍵は、マーケティング戦略、ストーリーテリングの豊かさ、世界観にマッチした「おまけ」である。ゲームは一般にソフトウェアの専門店で売られていたが、インフォコムは書店でも販売した。テキストベースだったため、書店関係者もインフォコムのゲームに関心を寄せていた。
インフォコムのゲームタイトルはストーリテリングがうまく、文学的にも表現が豊かであり、当時の原始的なグラフィックスを避けたことで、文章で説明されるエキゾチックな情景をユーザーが想像する余地を生んでいた。インフォコムがストーリーに仕込んだパズルは巧妙で、プレーヤーは他社のゲームのように猿回しの猿になったような気分を味わうことがなかった。パズルは論理的だが、ストーリーに散りばめられたヒントに注意する必要があり、プレーヤーはそれまでの道程についてメモを記録しておくことが多い。
ときにはユーモアとしてパズルを追加する場合もあり、プレーヤーはそういったパズルに出会わなくともゲームをクリアすることができる。しかしゲーマーにとっては、そのような一種のイースターエッグを見つけ出すことが楽しみの一つでもあった。例えば Enchanter というゲームでは、クエストを達成するのに魔法の呪文を集めなければならない。その1つが召喚呪文で、ゲーム内の異なる部分に登場した人物を召喚するのに必要だった。また、このゲームではゾークという世界を作った "Implementers" という人々への言及がある。そこでプレーヤーが召喚呪文で Implementers を召喚しようとすると、ゲーム開発者であるデイヴ・レブリングとマーク・ブランクが召喚され、この「バグ」に驚き急いでバグフィックスしようとするという話が展開する（本筋とは無関係）。
"feelies" はゲームのテーマに沿った想像力をかきたてる付録であり、同時に一種の違法コピー防止策にもなっていた。というのもそれらの付録がゲームの謎を解くヒントにもなっていたためである。
インフォコムはゾークと共に始まり、ゾークの世界を扱ったシリーズが中心となっていたが、ファンタジー、SF、ミステリー、歴史冒険もの、子供向けなど様々なジャンルのストーリーのゲームを次々と製品化していった。Plundered Hearts は女性をターゲットとしたゲームで、女性が主人公の海洋冒険ものだが、ゲームをクリアするには女性らしい戦術を使う必要がある。シエラオンラインのLeisure Suit Larry（冴えない中年男が何とか女性をものにしようとするコメディ調のゲーム）などが人気を呼んだため、インフォコムも1986年に同様のゲーム Leather Goddesses of Phobos をリリースした。これは性的描写を3段階から選択でき、"feelies" としてはゲーム中の6箇所に対応した6種類の臭いがするスクラッチカードが付属していた。

#### InvisiClues
当初、マイク・ドーンブルックが Zork User's Group (ZUG) と称して有償のヒント提供サービスを行っていた。ドーンブルックはまたインフォコムの顧客向けニュースレター The New Zork Times も刊行し、新製品の紹介とゲームのヒントを提供するようになった。
有償ヒント提供サービスは InvisiClues へと発展する。これはいわゆるゲーム攻略本で、パズルの答えは見えないインクで書かれており、本に付属するマーカーでその部分をなぞると答えが見られるようになっていた。ゲーマーが抱くであろう疑問への答えは2つ以上掲載されているのが普通だった。最初の答えは暗示的な微妙なヒントで、2番目、3番目と徐々により明確な答えに近づいていく。従ってプレーヤーは必要なレベルのヒントだけを見てゲームを進めることができる。通常のインクで印刷された質問部分でゲームについて多くの情報を与えてしまうことを防ぐため、InvisiClues シリーズの攻略本には誤解を与えるような嘘の質問も混入されているのが普通だった。InvisClues はコンピュータ関連書籍のベストセラーリストの常連だった。
後に InvisiClues はゲームに組み込まれるようになった。"HINT" と2回入力すると、関連する話題を選択できる画面が表示され、1つだけヒントを得られるようになっていた。

#### ゲームブック
インフォコムはゲームに基づいたゲームブックもいくつか出版している。『きみならどうする?』シリーズと同様、数ページに1度の割合で選択肢が登場し、読者がいずれかを選択すると、指定されたページへ飛ぶことになる。しかし、成功したとはいえず、すぐに消え去ることになった。

### Cornerstone
1984年、インフォコムはビジネス製品を扱う新部門を立ち上げた。1985年、当時スモールビジネス市場でブームとなっていた関係データベース製品 Cornerstone をリリース。使いやすいと評判になったが、1万本しか売れず、開発費用を回収できなかった。
この製品が失敗した原因はいくつかある。プラスチック製のしっかりしたケースでパッケージされ、データベースとしても非常に素晴らしいものだったが、当初の価格は495ドルで、媒体はコピープロテクトされていた。また、最大の問題はスクリプト言語のようなものを全く含んでいないという点だった。そのため、スモールビジネス向けにデータベース・アプリケーションを開発・保守することを仕事としていたコンサルタントに敬遠された。また、インフォコムの強みである自然言語処理を生かして、自然言語によるクエリ機能が搭載されるのではないかと期待されていたが、そのような機能はなかった。そして、インフォコムのゲームは幅広いプラットフォームを対象としていたが、Cornerstone は IBM PC にしか対応しなかった。実際 Cornerstone も移植性を考慮してVM（仮想機械）を使って実装されていたが、それが生かされることはなく、逆に性能が出ない原因となった。

### 市場の変化
インフォコムのゲームは仮想機械上で動作させることで移植性が高く、それが利点となっていたが、Cornerstone では逆に性能低下の原因となってしまった。ビジネス・ソフトウェアはPC互換機がほぼ独占するようになり、移植性は重要ではなくなっていった。インフォコムはゲームで上げた利益を Cornerstone で使い果たすことになり、ゲームの売り上げも低下してきたため、財政状況が苦しくなっていった。そこで Cornerstone のコピープロテクトを外し、100ドル以下に値下げしたが、市場は他のデータベースに移っており、遅すぎた。
また、ゲーム市場もグラフィカルなゲームへと移行しつつあった。1990年代初めごろ、タンディ/ラジオシャック、アタリ、コモドール/Amigaといったホームコンピュータ・メーカーが姿を消し、PC互換機とMacintoshがシェアを争う時代となった。この時期のグラフィックス技術は急激に進歩していたため、最新の技術に対応したソフトウェアを開発してもすぐに時代遅れになるという状況だった。人々は最新のより強力なマシンを買い求め、「ウィザードリィ」のような線だけのグラフィックスやシエラエンターテインメントの King's Quest のような粗いグラフィックスで満足していた日々はとっくに過ぎ去っていた。このような状況で、テキストアドベンチャーを中心としていたインフォコムは慣れないグラフィックスへの移行を強いられた。

### アクティビジョンとの合併
1986年6月13日、インフォコムはアクティビジョンと逆さ合併した。当初両社の関係は良好だったが、アクティビジョンのCEOジム・リーヴィが退任し、ブルース・デーヴィスが後任となって変化が生じた。デーヴィスはインフォコムへの支払いが過大だと信じ、コストを少しでも回収しようとした。
- デーヴィスはインフォコムに対してアクティビジョンのパッケージ工場を使うことを要求し、同時にパッケージングのコストを値上げした。アクティビジョンの工場では比較的頻繁にミスが起きていたが、インフォコムの工場ではそのようなことは全くなかったという。
- インフォコムは古いゲームタイトルも在庫を切らさないという戦略で古いゲームでもそれなりの売り上げを維持していた。例えば「ゾーク」は1980年リリースだが、1980年代中ごろまでセールスチャートのトップに残り続けていた。アクティビジョンはインフォコムにも同社の販売戦略を強要し、古いゲームを廃止して新製品に切り換えるようにした。そのため、インフォコムの安定した収入源が消え去ることになった。
- デーヴィスは開発者に対して年間8本のタイトルを製作することを要求した。インフォコムは合併前の豊富な人員でも年間4本しかゲームを製作していなかった。
- デーヴィスはインフォコムにグラフィカルなゲームのリリースを要求したが、それに応えてインフォコムは Fooblitzky などをリリースして失敗した。インフォコムは従来からの方針に従って移植性の高い方法でゲームを製作したが、その結果グラフィックスはどのプラットフォームでも中途半端なものとなった。
- 買収費用は、その後数年間のインフォコムの事業収益で清算された。

### 終焉
コスト増大と収益減少は1988年に新製品が出なかったことで悪化し、さらにMS-DOS製品の技術問題もあり、アクティビジョンは1989年、インフォコムを廃止した。その後しばらくの間、アクティビジョンはインフォコムの古いゲームをジャンル毎に集めたものを販売していた。The Lost Treasures of Infocom (1991) と The Lost Treasures of Infocom II (1992) で、1988年までにインフォコムがリリースしたほぼ全てのゲームを網羅している。1996年にはそれらを1枚のCD-ROMに収めた Classic Text Adventure Masterpieces of Infocom を発売した。ただし、これには『銀河ヒッチハイクガイド』と『ショーグン』が入っていない。ダグラス・アダムズとジェームズ・クラベルのライセンス契約期限が切れていたためである。

## 主なゲームと作者
いずれもテキストアドベンチャー。
- ゾークシリーズ（1980-97年、マーク・ブランク、デイヴ・レブリング、スティーブ・メレツキー他） - ファンタジー
- Planetfall シリーズ（1983-87年、スティーブ・メレツキー） - SF
- Deadline （1982年、マーク・ブランク） - ミステリ
- Starcross （1982年、デイヴ・レブリング） - SF
- Suspended: A Cryogenic Nightmare （1983年、マイケル・ベーリン） - SF
- Infidel （1983年、マイケル・ベーリン） - 冒険もの（インディ・ジョーンズ風）
- The Witness （1983年、ステュ・ガリ） - ミステリ
- Cutthroats （1984年、マイケル・ベーリン、ジェリー・ウォルパー） - 冒険もの（沈没船の宝探し）
- The Hitchhiker's Guide to the Galaxy （1984年、スティーブ・メレツキー、ダグラス・アダムズ） - 『銀河ヒッチハイク・ガイド』
- Seastalker （1984年、ステュ・ガリ、ジム・ローレンス） - SF
- Suspect （1984年、デイヴ・レブリング） - ミステリ
- A Mind Forever Voyaging （1985年、スティーブ・メレツキー） - SF
- Wishbringer: The Magick Stone of Dreams （1985年、ブライアン・モリアーティ） - ファンタジー
- Ballyhoo （1986年、ジェフ・オニール） - ミステリ
- Hollywood Hijinx （1986年、デイヴ・アンダーソン） - ミステリ
- Leather Goddesses of Phobos （1986年、スティーブ・メレツキー） - SF
- Moonmist （1986年、ステュ・ガリ、ジム・ローレンス） - ミステリ
- Trinity （1986年、ブライアン・モリアーティ） - SF
- Border Zone （1987年、マーク・ブランク） - 冒険もの（スパイ）
- Bureaucracy （1987年、インフォコム、ダグラス・アダムズ） - 分類不能（主人公のイライラ度によって血圧が変化し、ある血圧レベルを超えると動脈瘤が破裂して死亡する）
- The Lurking Horror （1987年、デイヴ・レブリング） - ホラー
- Nord and Bert Couldn't Make Head or Tail of It （1987年、ジェフ・オニール） - 8章から成るオムニバス形式
- Plundered Hearts （1987年、エイミー・ブリッグス） - 冒険もの（海賊）
- Sherlock: The Riddle of the Crown Jewels （1988年、ボブ・ベイツ） - ミステリ（シャーロック・ホームズが登場するが、アーサー・コナン・ドイルの特定の作品をベースとしているわけではない）
- Arthur: The Quest for Excalibur （1989年、ボブ・ベイツ） - 冒険もの（アーサー王伝説）
- James Clavell's Shogun （1989年、デイブ・レブリング） - ジェームズ・クラベルの『将軍』が原作
- Journey （1989年、マーク・ブランク） - ファンタジー

## その後
The Hitchhiker's Guide to the Galaxy と Shogun を除いて、インフォコムのゲームの著作権はアクティビジョンが所有しているとみられている。製品版ゾーク三部作に先駆けてメインフレーム上で開発された Dungeon は一般にパブリックドメインと見なされており、FORTRANのソースコードやZ-machine用ストーリーファイルなどは The Interactive Fiction Archive から入手可能である。インフォコムのゲームの多くはインターネット上で入手可能だが、いずれも著作権侵害の虞がある。

### インフォコムに関する記事
- インフォコム - MobyGames（英語）
- Interactive Text In An Animated Age: Infocom Faces The Challenge article, an interview with Joel Berez and Marc Blank from Compute! magazine in January 1988.
- Milliways: Infocom's Unreleased Sequel to Hitchhiker's Guide to the Galaxy

### インフォコムとそのゲームに関する情報
- Infocom-The Master Storytellers - インフォコムの歴史など。
- INFOCOM, Imagination sold and serviced here[リンク切れ] by Peter Scheyen. 年表など。
- Down From the Top of Its Game: The Story of Infocom, Inc. MITによるレポート。インフォコムの成功と失敗についての詳細な考察。

### ゲームの詳細
- Infocom Documentation Project - インフォコム製ゲームのマニュアルをオンライン化しているグループ
- The Infocom Gallery - ゲームの画面写真その他。
- パッケージの写真[リンク切れ] from Retrology: Gregor's retro-video games website[リンク切れ]
- Reviews and ratings of Infocom's games at the Interactive Fiction Database, The web's most active Interactive Fiction community.
- Infocom Fact-sheet